# LEGO Alpha Team
LEGO Alpha Team è un videogioco d'azione basato sull'omonimo tema LEGO, prodotto per Microsoft Windows e Game Boy Color uscito nell'anno 2000. Il gioco è stato sviluppato dalla Digital Domain, pluripremiata azienda di effetti speciali in CGI per film.

## Trama
Il protagonista del gioco è l'agente Dash, il quale deve salvare gli altri membri del team Alpha da Mr. Ogel e fermare la produzione delle sfere di controllo mentale, con le quali Ogel vuole trasformare gli abitanti del mondo in zombie. Quando ha salvato un agente, è possibile utilizzarlo anche in certi livelli. Nell'ultimo livello, "Mission Control", Dash deve fermare il suo razzo Boggle dal decollo per negare a Ogel dominazione del mondo.

## Modalità di gioco
L'obiettivo del gioco consiste a usare le proprie abilità per risolvere puzzle ed enigmi, per permettere ai personaggi del team Alpha di arrivare alla fine di ogni livello sani e salvi. Invece di controllare direttamente i personaggi sullo schermo, è necessario posizionare dei blocchi Lego, come rampe, scale, pogo-pad e molti altri oggetti per aiutare i personaggi a schivare i nemici e le trappole. Tuttavia una volta fatto partire il personaggio, lui/lei è sempre in movimento, perciò bisogna stare attenti a posizionare gli elementi al posto giusto, perché basta una mossa sbagliata per dover ricominciare tutto da capo. Nel gioco non ci sono combattimenti, anche se ci sono droni nemici da evitare.